# Dick Tonks
Dick Tonks, född den 21 februari 1951 i Whanganui i Nya Zeeland, är en nyzeeländsk roddare.
Han tog OS-silver i fyra utan styrman i samband med de olympiska roddtävlingarna 1972 i München.